# Joe Pytka
Joe Pytka (Pittsburgh, 4 novembre 1938) è un regista statunitense.

## Biografia
Dopo aver studiato all'attuale Carnegie Mellon University, ha iniziato l'attività cinematografica presso la WRS Motion Pictures. Successivamente si è trasferito dalla Pennsylvania a New York, lavorando per un periodo prima di tornare nella sua città natale per produrre documentari per la WQED e per la odierna PBS.
Il suo lavoro View of the Sky è stato il film ufficiale del Governo degli Stati Uniti all'EXPO 1967 di Montréal. Ha formato poi una sua società di produzione, la Rift Fournier, con la quale ha realizzato numerosi cortometraggi, documentari e spot pubblicitari.
Attivo anche come regista di video musicali, ha realizzato anche lo spot I Am Tiger Woods. Ha diretto circa ottanta spot per il Super Bowl e pubblicità per altre importanti aziende di livello mondiale come Pepsi con la cantante Madonna, Apple, Budweiser e Nike.
Nel 1989 ha diretto il suo primo lungometraggio, dopo aver diretto la serie TV Thirsty Workers ad inizio anni '80; si tratta di Felice e vincente. Il suo lavoro più importante è però il successivo Space Jam (1996).

## Filmografia

### Regista
- Thirsty Workers (1981) - serie TV
- Felice e vincente (Let It Ride) (1989)
- Space Jam (1996)
- Eye (2013) - cortometraggio

### Videoclip (parziale)
- The Way You Make Me Feel, Michael Jackson (1987)
- Heal the World, Michael Jackson (1991)
- Free as a Bird, Beatles (1995)